# Distrito de Gostyń
Gostyń (polaco: powiat gostyński) es un distrito (powiat) del voivodato de Gran Polonia (Polonia). Fue constituido el 1 de enero de 1999 como resultado de la reforma del gobierno local de Polonia aprobada el año anterior. Limita con otros seis distritos: al noroeste con Kościan, al norte con Śrem, al nordeste con Jarocin, al este con Krotoszyn, al sur con Rawicz y al oeste con Leszno; y está dividido en siete municipios (gmina): cinco urbano-rurales (Borek Wielkopolski, Gostyń, Krobia, Pogorzela y Poniec) y dos rurales (Pępowo y Piaski). En 2011, según la Oficina Central de Estadística polaca, el distrito tenía una superficie de 614,81 km² y una población de 46 572 habitantes.